# Siphonops
Siphonops is een geslacht van wormsalamanders (Gymnophiona), en het typegeslacht van de familie Siphonopidae. De wetenschappelijke naam van het geslacht werd in 1828 voorgesteld door Johann Georg Wagler.
De classificatie van de wormsalamanders is lange tijd aan veel debat en verandering onderhevig geweest. Nog in 1989 plaatsten Nussbaum en Wilkinson 23 geslachten, waaronder Siphonops in een grote familie Caeciliidae, met de opmerking dat het een heterogene en parafyletische groep was. In 2011 presenteerden Wilkinson et al. een indeling van de orde waarbij Siphonops het typegeslacht werd van een van de negen families van wormsalamanders die ze onderscheidden.
Er zijn 5 soorten die voorkomen in Zuid-Amerika, ten oosten van de Andes.

## Soorten
- Siphonops annulatus – Geringde wormsalamander
- Siphonops hardyi
- Siphonops insulanus
- Siphonops leucoderus
- Siphonops paulensis